# 馬薩拉茶
馬薩拉茶（意譯“混合香料茶”），俗稱印度奶茶、印度香料茶，是一種以紅茶葉為基底，再加入香料、藥草及牛奶調味的奶茶，其特色為濃郁的香味。傳統的馬薩拉茶使用綠色的小豆蔻莢、肉桂、丁香粉、薑及黑椒粒等香料，與紅茶葉熬煮，但現今已有茶包、沖泡粉及濃縮粉的形式。這種源自印度的茶類飲料，現已流行於世界各地。

## 詞源與術語
Masala在英文中的意思即是「複合的香料」。Chai這個字在許多歐亞語言當中具有「茶」的意思，是從波斯民族的語言چای chay而來，其字的根源即是從中國字中的「茶」轉變而來。

## 歷史
自古以來阿薩姆地區就生長著許多茶樹，但過去的印度人視茶為草藥，而不是飲料。另外在阿育吠陀醫學文獻，印度奶茶當中的香料到目前仍然可當作醫療用途。飲用印度奶茶可帶來生機與活力。印度奶茶的來源已可追溯到幾千年前的歷史，傳說最初是從宮廷當中發展而來。
提及印度的茶文化，可以追溯到二十世紀初期，當時英國在印度建立了印度茶葉協會，主要種植阿薩姆紅茶。然而，當時的紅茶價格較高，主要用於出口貿易，因此在印度國內並不普遍。後來，印度茶葉協會開始在印度本土推廣當地的茶葉，逐漸將茶文化引入印度社會。然而，由於價格仍然較高，當地居民為了降低成本，開始將紅茶與牛奶和香料一起煮沸。這不僅可以降低成本，還能更貼近當地人的口味，增加其受歡迎程度。

## 材料

### 茶
由於馬薩拉茶會加入香料一起調配，茶葉通常用味道較濃烈的紅茶，如阿薩姆紅茶，才不會被香料和甜味蓋過，阿薩姆紅茶之中有一個叫做「mamri」的種類，是用特殊的方式處理過的散葉茶，這種茶價格不高而且在印度十分常見，但近來馬薩拉茶使用的茶種類已經越來越多元，但在印度仍是以濃紅茶為主，喀什米爾奶茶則是使用珠茶。

### 香料
傳統的馬薩拉茶就是以不同比例香料烹煮飲料，香料的混合物稱為「Karha」，主要原料是生薑和綠色荳蔻莢，其他常加入的佐料有肉桂、八角或茴香籽、胡椒、肉荳蔻和丁香，在西方文化則會以多香果代替或補充肉桂跟丁香。
傳統上荳蔻是主角，加入生薑和黑胡椒可增加熱辣的風味。不同的地區會依氣候和地理位置發展出不同的香料配方：西印度地區不使用丁香和黑胡椒；喀什米爾地區用綠茶代替紅茶，巧妙的與杏仁、荳蔻、肉桂、丁香、藏紅花等調味料融為一體；博帕爾地區會加一小撮鹽。
其他可能的原料還包括荳蔻、肉荳蔻、黑荳蔻、辣椒、香菜、玫瑰香(將玫瑰花瓣和散葉茶一起煮)、甘草等，有些人會喜歡加少量的小茴香，也有人會加少量薑黃消退發燒帶來的不適感。

### 牛奶
傳統上馬薩拉茶會使用水牛奶來製作，在美國則會使用營養豐富的全脂牛奶。一般來說，馬薩拉茶會混合牛奶和水(牛奶約佔1/4~1/2)，將液體加熱至接近沸騰(或完全沸騰)。有人會喜歡使用煉乳以增加甜度，而不加牛奶的人可以用水代替。

### 甜味
純白色的糖、德梅拉拉糖(一種褐色黑糖)、其他黑糖、棕櫚或椰子糖、糖漿或蜂蜜都可以使用，棕櫚糖在印度都市地區比較常見。加入的糖量依個人喜好而定，有些食譜甚至在3.5杯的茶加到3湯匙的糖，煉乳也是可以同時增加甜味和奶味的不錯選擇。

### 作法
將香料（肉桂、丁香、小荳蔻、黑胡椒粒、茴香、薑等）在鍋裡加熱使香氣散發後，倒入牛奶煮滾，再放進阿薩姆紅茶或是大吉嶺紅茶，最後可依個人口味放入砂糖。先後順序及熬煮的時間甚至配方都沒有一定，隨著地區及個人偏好而有所差異。

## 參看
- Chaiwala
- Kulhar
- Noon chai
- 奶茶
- 港式奶茶
- 珍珠奶茶
- 拉茶